# سزیمووو وستی
سزیمووو وستی (به چکی: Sezimovo Ústí) یک منطقهٔ مسکونی و شهرستان دارای شهرک سابقاً روستا در جمهوری چک است که در منطقه تابور واقع شده‌است. سزیمووو وستی ۷٬۳۰۶ نفر جمعیت دارد.

## خواهرخوانده
شهر Thierachern خواهرخواندهٔ سزیمووو وستی هست.